# Nina Canell
Nina Canell, född 1979 i Växjö, är en svensk skulptör och installationskonstnär.
Nina Canell utbildade sig på Dun Laoghaire Institute of Art, Design & Technology i Dun Laoghaire i Irland. Hon har haft separatutställningar i bland andra London, Kassel, Wien och Newcastle. 
Hon arbetar med allehanda material, ofta återanvända och från vardagslivet samt också med icke-substantiella företeelser som gas, elektricitet och radiovågor.
Nina Canell bor och arbetar tillsammans med sin partner Robin Watkins i Berlin. Nina Canell är syster till musikern Jesper Canell.
| ”                  | Nina Canell ... använder alltså ofta oväntade material, sådant vi i vanliga fall inte förknippar med konst. Medan andra skulptörer använder Carrara-marmor och brons, kopplar hon ihop plastsladdar med glasvaser och ludd från en tröja. Genom att ta sats i det icke-exklusiva och enkla förskjuter hennes konst därför den etablerade bilden av vad skulptur är. Efter att ha sett hennes verk blir mitt öga skärpt för detaljer i vardagens små visuella rubbningar eller förskjutningar. | „ |
| – Linda Fagerström | |   |